# Filàret Bracami
Filàret Bracami (en grec: Φιλάρετος Βραχάμιος; en armeni: Փիլարտոս Վարաժնունի, Pilartòs Varajnuní; en llatí: Philaretus Brachamius) fou un general romà d'Orient d'origen armeni. Va manar un regiment d'infanteria i fou protoespatari i topotereta (subcomandant) al tema de Capadòcia, després fou dux i finalment curopalata i dux. Va arribar als més alts càrrec sota Romà IV Diògenes i després de la batalla de Mantziciert (1071) tenia el comandament de la fortalesa de Romanòpolis i fou l'únic general romà d'Orient que va quedar al sud-est d'Anatòlia després del desastre, cosa que li permeté establir un virtual regne autònom aprofitant l'emigració armènia que feia uns anys s'estava establint a la zona i estava disposada a donar-li suport.
El seu exèrcit el formaven uns vuit mil normands dirigits per Reimbau. El 1072 era a Tars i Mamistra. El 1078 es va autoproclamar dux d'Antioquia que incloïa Edessa de forta població armènia. Va tenir els títols de domèstic i protocuropalata, i després sebast, i fins i tot protosebast. El desembre del 1084 va perdre Antioquia enfront de Suleiman I, soldà seljúcida de Rum. El 1087, va perdre Edessa davant de Màlik-Xah I, i Filàret va fugir a la fortalesa de Germanicea (Maraix), que fou ocupada pels seljúcides. Els turcs diuen que Germanicea fou conquerida el 1084 i Filàret va fugir a Edessa, es va convertir a l'islam i fou un dels principals auxiliars de Màlik-Xah.